# 雷横
雷横是中国古典小说《水浒传》中人物，上应三十六天罡中的天退星，为梁山一百单八将之一。山东济州郓城县人，原为铁匠出身，還做過舂米、殺牛及放高利貸等工作，後任职郓城县都头，为人耿直仗義但个性偏狭。生得紫棠色面皮，蓄有一部扇圈胡须，因身手矫捷、膂力过人，能跳二三丈阔涧，人送诨号“插翅虎”。惯使一口朴刀，侍母至孝。

## 經歷
初登場時為郓城县步兵都头，與馬兵都头朱仝是情同手足的搭檔，兩人皆與時任郓城县押司的宋江交好。
“赤发鬼”刘唐半夜来找晁盖討論劫生辰纲事宜，因形跡可疑被雷横率众擒住并吊了一夜之久。幸亏晁盖假裝認刘唐为外甥，雷横才放了刘唐，並從晁蓋處收受十兩黃金。心有不甘的劉唐偷溜出來叫雷橫返還那十兩金子，兩人遂一言不合大打出手，数十合後雷橫稍落下風，被恰巧經過的吳用發現調停化解。晁盖等人劫生辰纲受官府通緝后，朱仝、雷橫二人暗中使计放走宋江；宋江杀阎婆惜后，他與朱仝再奉命緝拿宋江，但又将其私自放走。
新任郓城县知县的姘头白秀英到郓城卖艺，雷横前去观赏但推託忘记带钱而沒打賞，白秀英父白玉乔認為雷橫是小氣故意不給錢而奚落嘲諷，不甘受辱的雷横怒殴其父，白秀英即唆使知县将雷横枷锁在她家门前示众羞辱，雷母来送饭时罵了白秀英幾句，白秀英便回嘴辱罵並毆打雷母，孝順的雷横痛母心切，举枷怒轟白秀英腦門，白秀英當場腦漿迸裂慘死，雷橫旋即被关入大牢，隨後由朱仝押往濟州受審。在押送济州的路上，心知雷橫必死無疑的朱仝私放老友，雷橫隨後带着老母上了梁山，入伙後與宋江吳用等人商議，將私放自己而獲罪刺配滄州的朱仝賺上梁山共襄盛舉。
雷横在梁山山寨中位列第二十五位好汉、步军十大头领之一，把守山前南路第三关。在攻打高唐州时，雷横击杀敵帥高廉立下首功；与童贯交战时，于阵前大战其麾下“飞虎大将”毕胜，数十合不分胜负；受朝廷招安后，随宋江、卢俊义征讨辽国、田虎、王庆、方腊，征辽时，雷横与刘唐、单廷珪、魏定国、丁得孙、龚旺、周通共同担任天猛星“霹雳火”秦明的副将，率军顺利攻破敌方金星阵；随征江南方腊攻打杭州时，雷横單挑“南国四大元帅”之一的护国大将军司行方，战至二三十回合不敵被斬，因功追諡为忠武郎。

## 影視
- 1972年香港邵氏《水滸傳》：劉丹
- 1975年香港邵氏《荡寇志》：劉丹
- 1983年山东版《水浒》：章定荣
- 1988年电影《阮氏三雄》：任成功
- 1998年央视版《水浒传》：郭柏松
- 2008年电影《雷横与朱仝》：吴樾
- 2011年版《水浒传》：白海龙

## 漫画
- 《水滸傳》，橫山光輝，1967－1971年，日本

## 電子遊戲
- 《水滸傳·天命之誓》，1989年，日本，光榮株式會社
- 《水滸演武（日语：水滸演武）》，1995年，日本，Data East
- 《水滸傳·天導一〇八星》，1997年，日本，光榮株式會社
- 《Limbus Company》第八章，2025年，韓國，Project Moon